# Lovranovo
Lovranovo – wieś w Słowenii, w gminie Bloke. W 2018 roku liczyła 27 mieszkańców.